# Richard Greenberg (pallanuotista)
Richard Jay Greenberg (Chicago, 13 giugno 1902 – Boise, 22 settembre 1978) è stato un pallanuotista statunitense.
Ha fatto parte degli Stati Uniti che ha partecipato ai Giochi di Amsterdam 1928, raggiungendo il 5º posto.